# Комишнянська сотня
Комишнянська сотня — адміністративно-територіальна та військова одиниця Гадяцького (Зіньківського) полку, також, двічі тимчасово була і в складі Миргородського полку за Гетьманщини (Військо Запорозьке Городове). Сотенний центр — містечко Комишня.

## Історія Комишнянської сотні
Створена влітку 1648 року у складі Гадяцького полку. За Зборівським реєстром мала 219 козаків.
З 1649 по 1658 рік входила до складу Миргородського полку у зв'язку з ліквідацією Гадяцького полку.
Пізніше, у 1658—1660 роках у Гадяцькому, у 1660—1662 знову у Миргородському, та у 1662—1772 вже у складі Зіньківського полку.
Від 1672 і до ліквідації у 1782 році — була у складі Гадяцького полку.
Зі знищенням полково-сотенного устрою Лівобережної України у 1782 році територію у кількості двох сотень включено до Миргородського повіту Київського намісництва, також є імовірність, що деякі хутори і села потрапили до складу найближчих повітів сусіднього Чернігівського намісництва.

## Населені пункти
У 1740—1782 роках: містечко Комишня та села: Березова Лука, Грим'ячка, Остапівка, Ручки

## Сотенний устрій

### Сотники
- (Ганджа ?) Павло Григорович (? — 1649 — ?)
- Гречаний Степан Прокопович (? — 1657—1658)
- Корсунець Семен Симонович (? — 1659 — ?)
- Сагайдачний Михайло Гаврилович (? — 1659 — ?)
- Ганджа Михайло Григорович (? — 1665 — ?)
- Пащенко Петро (? — 1666—1671 — ?)
- Супруненко Гнат (? — 1672—1678 — ?)
- Крупський Юсько (? — 1687 — ?)
- Неділько Данило Ілліч (1715—1725 — ?)
- Барзевич Атанас (1725, нак.)
- Яценко Іван (? — 1728—1736 — ?)
- Таранченко Кирило (1736, нак.)
- Золотаревський Павло Антонович (з 1737, нак.; 1738—1767)
- Михайловський Семен (2-ї; 1760—1767; 1-ї; 1767—1773 — ?)
- Трояновський Іван (2-ї; 1767 — ?)
- Золотаревський Гаврило Павлович (1-ї; 1779—1780 — ?)
- Золотаревський Василь Антонович (1-ї; 1780 — ?)

### Писарі
- Миколайович Роман (? — 1728—1730 — ?, городовий)
- Микитович Василь (? — 1735—1736 — ?)
- Микитович Кирило (? — 1746 — ?)
- Микитович Василь (? — 1748 — ?)
- Микитович Кирило (? — 1756 — ?)
- Сидір (2-ї; 1763 — ?)
- Кириченко Єлисей (і-ї; 1772 — ?)
- Гришко Семен (2-ї; 1769—1772 — ?)

### Осавули
- Листвицький Макар (? — 1735—1736 — ?)
- Киселенко Павло (? — 1746—1754 — ?)
- Дроботковський Петро (1-ї; 1767—1772 — ?)
- Щеяновський Федір (2-ї; 1767—1769)
- Денисенко Іван (2-ї; 1769—1772 — ?)

### Хорунжі
- Римаренко Тиміш (? — 1735—1736 — ?)
- Желєзняк Іван (? — 1746 — ?)
- Гречка Петро (1-ї; 1767—1772 — ?)
- Денисенко Іван (2-ї; 1745—1769)
- Нестеренко Пилип (2-ї; 1761—1772 — ?)

### Отамани
- Гриненко Гордій (1674, нак.)
- Пащенко Тимко (? — 1676 — ?)
- Шеремет Павло (? — 1678 — ?)
- Григорович Влас (? — 1679 — ?)
- Пащенко Петро (? — 1682 — ?)
- Кустовський Федір (? — 1684 — ?)
- Гречаний Трохим (? — 1715 — ?)
- Гавриленко Назар (? — 1717—1717 — ?)
- Десятник Іван (? — 1729 — ?)
- Балко Андрій (? — 1725—1736 — ?)
- Нестеренко Андрій (1738, нак.)
- Пащенко Петро (? — 1746 — ?)
- Сидір, Биховець Конон (? — 1762—1765 — ?)
- Кирило (1-ї; 1772 — ?)
- Щеяновський Федір (2-ї; 1769—1772 — ?)

## Опис 1-ї Комишнянської сотні
За описом Київського намісництва 1781 року наявні наступні дані про кількість сіл та населення 1-ї Комишнянської сотні. Можливо, що деякі села і хутори не потрапили до даного опису, оскільки знаходились на території що відійшла до Чернігівського намісництва, на кордоні з якою знаходилась територія сотні:
| Населені пункти 1-ї Комишнянської сотні                                                                            | Дворян і шляхетства | Різночинців | Духовенства | Церковників | Греків | Хат              | Хат                   | Хат   | Хат                                        | Хат                                                           | Всього | Всього                             |
| Населені пункти 1-ї Комишнянської сотні                                                                            | Дворян і шляхетства | Різночинців | Духовенства | Церковників | Греків | козаків виборних | козаків підпомічників | міщан | посполитих коронних, в тому числі рангових | посполитих власницьких, різночинських і козацьких підсусідків | хат    | за останньою 1764 року ревізії душ |
| --- | ------------------- | ----------- | ----------- | ----------- | ------ | ---------------- | --------------------- | ----- | ------------------------------------------ | ------------------------------------------------------------- | ------ | ---------------------------------- |
| Відійшли до Миргородського повіту (Київського намісництва):                                                        |                     |             |             |             |        |                  |                       |       |                                            |                                                               |        |                                    |
| містечко Комишня                                                                                                   | 5                   | 14          | 14          | 5           | —      | 518              | 409                   | —     | 140                                        | 78                                                            | 1145   | —                                  |
| 1. хутір священика Адрѣевського                                                                                    | —                   | —           | —           | —           | —      | —                | —                     | —     | —                                          | 2                                                             | 2      | —                                  |
| 2. хутір козака Гришка                                                                                             | —                   | —           | —           | —           | —      | 1                | —                     | —     | —                                          | —                                                             | 1      | —                                  |
| 3. хутір возного Луценка                                                                                           | —                   | —           | —           | —           | —      | —                | —                     | —     | —                                          | 1                                                             | 1      | —                                  |
| 4. хутори козаків 5. Фεдаевъ 6. Сюсюкала 7. і Супруненків                                                          | —                   | —           | —           | —           | —      | 8                | —                     | —     | —                                          | 4                                                             | 12     | —                                  |
| 8. хутір значкового товариша Супруненка                                                                            | —                   | —           | —           | —           | —      | —                | —                     | —     | —                                          | 2                                                             | 2      | —                                  |
| 9. хутір Ступки | —                   | —           | —           | —           | —      | —                | —                     | —     | —                                          | 18                                                            | 18     | —                                  |
| 10. хутір козаків Охріменка і Гречаних                                                                             | —                   | —           | —           | —           | —      | 6                | —                     | —     | —                                          | 3                                                             | 9      | —                                  |
| 11. хутір козака Шульги                                                                                            | —                   | —           | —           | —           | —      | 2                | —                     | —     | —                                          | —                                                             | 2      | —                                  |
| 12. хутір козаків Шульгів                                                                                          | —                   | —           | —           | —           | —      | 3                | —                     | —     | —                                          | —                                                             | 3      | —                                  |
| 13. хутір козака Здоренка                                                                                          | —                   | —           | —           | —           | —      | 1                | —                     | —     | —                                          | —                                                             | 1      | —                                  |
| 14. хутір козака Киселя                                                                                            | —                   | —           | —           | —           | —      | 4                | —                     | —     | —                                          | —                                                             | 4      | —                                  |
| 15. хутір козака Рябка                                                                                             | —                   | —           | —           | —           | —      | 3                | —                     | —     | —                                          | 1                                                             | 4      | —                                  |
| 16. хутір козака Бѣлоцерковця                                                                                      | —                   | —           | —           | —           | —      | —                | —                     | —     | —                                          | 2                                                             | 2      | —                                  |
| 17. хутір хорунжого сотенного Бѣлоцерковця                                                                         | —                   | —           | —           | —           | —      | —                | —                     | —     | —                                          | 2                                                             | 2      | —                                  |
| 18. хутір посполитого рангового Бабича                                                                             | —                   | —           | —           | —           | —      | —                | —                     | —     | 1                                          | —                                                             | 1      | —                                  |
| 19. хутір посполитого рангового Пушкаренка                                                                         | —                   | —           | —           | —           | —      | —                | —                     | —     | 1                                          | —                                                             | 1      | —                                  |
| 20. хутір Подільськ                                                                                                | —                   | —           | —           | —           | —      | —                | —                     | —     | —                                          | 3                                                             | 3      | —                                  |
| 21. хутір козака Бѣлоцерковця                                                                                      | —                   | —           | —           | —           | —      | 2                | —                     | —     | —                                          | —                                                             | 2      | —                                  |
| 22. хутір козака Дузя                                                                                              | —                   | —           | —           | —           | —      | —                | 1                     | —     | —                                          | —                                                             | 1      | —                                  |
| 23. хутір значкового товариша жінки Махотихи                                                                       | —                   | —           | —           | —           | —      | —                | —                     | —     | —                                          | 6                                                             | 6      | —                                  |
| 24. хутір підпоручника Копниста                                                                                    | —                   | —           | —           | —           | —      | —                | —                     | —     | —                                          | 12                                                            | 12     | —                                  |
| 25. хутір військового товариша жінки Борзакової                                                                    | —                   | —           | —           | —           | —      | —                | —                     | —     | —                                          | 1                                                             | 1      | —                                  |
| 26. хутір вдови Чорнуської                                                                                         | —                   | —           | —           | —           | —      | —                | —                     | —     | —                                          | 1                                                             | 1      | —                                  |
| 27. хутір отамана Никитова                                                                                         | —                   | —           | —           | —           | —      | —                | —                     | —     | —                                          | 5                                                             | 5      | —                                  |
| 28. хутір козаків Григоренків                                                                                      | —                   | —           | —           | —           | —      | 6                | —                     | —     | —                                          | —                                                             | 6      | —                                  |
| 29. хутір козака Бутенка                                                                                           | —                   | —           | —           | —           | —      | 2                | —                     | —     | —                                          | —                                                             | 2      | —                                  |
| 30. хутір сина значкового товариша Алексѣεва                                                                       | —                   | —           | —           | —           | —      | —                | —                     | —     | —                                          | 1                                                             | 1      | —                                  |
| 31. хутір козачки Черкащенкової                                                                                    | —                   | —           | —           | —           | —      | 2                | —                     | —     | —                                          | —                                                             | 2      | —                                  |
| 32. хутір козака Деркача                                                                                           | —                   | —           | —           | —           | —      | —                | 1                     | —     | —                                          | —                                                             | 1      | —                                  |
| 33. хутір козака Мелешка                                                                                           | —                   | —           | —           | —           | —      | 1                | —                     | —     | —                                          | —                                                             | 1      | —                                  |
| 34. хутір козака Киселя                                                                                            | —                   | —           | —           | —           | —      | 2                | —                     | —     | —                                          | —                                                             | 2      | —                                  |
| 35. хутір козака Слѣтенка                                                                                          | —                   | —           | —           | —           | —      | —                | 1                     | —     | —                                          | —                                                             | 1      | —                                  |
| 36. хутір козаків Бавків, вони ж і Залізняки (нині однойменне село?)                                               | —                   | —           | —           | —           | —      | —                | —                     | —     | —                                          | 1                                                             | 1      | —                                  |
| 37. хутір військового товариша Марковського з братами                                                              | —                   | —           | —           | —           | —      | —                | —                     | —     | —                                          | 6                                                             | 6      | —                                  |
| 38. хутір значкового товариша сина Карповича                                                                       | —                   | —           | —           | —           | —      | —                | —                     | —     | —                                          | 2                                                             | 2      | —                                  |
| 39. хутір значкового товариша Супруненка                                                                           | —                   | —           | —           | —           | —      | —                | —                     | —     | —                                          | 2                                                             | 2      | —                                  |
| 40. хутір козака Гаращенка                                                                                         | —                   | —           | —           | —           | —      | 2                | —                     | —     | —                                          | —                                                             | 2      | —                                  |
| 41. хутір попа Семенова                                                                                            | —                   | —           | —           | —           | —      | —                | —                     | —     | —                                          | 1                                                             | 1      | —                                  |
| 42. хутір Дворецький, ранговий (нині село Лісове?)                                                                 | —                   | —           | —           | —           | —      | —                | —                     | —     | 2                                          | —                                                             | 2      | —                                  |
| 43. хутір козака Ільяшенка                                                                                         | —                   | —           | —           | —           | —      | 1                | —                     | —     | —                                          | —                                                             | 1      | —                                  |
| 44. хутір військового товариша Воловика                                                                            | —                   | —           | —           | —           | —      | —                | —                     | —     | —                                          | 2                                                             | 2      | —                                  |
| 45. хутір козаків Мищенків                                                                                         | —                   | —           | —           | —           | —      | 4                | —                     | —     | —                                          | 1                                                             | 5      | —                                  |
| 46. хутори сотника 47. Золотаревського                                                                             | —                   | —           | —           | —           | —      | —                | —                     | —     | —                                          | 8                                                             | 8      | —                                  |
| 48. хутір козачки Волокитихи                                                                                       | —                   | —           | —           | —           | —      | —                | —                     | —     | —                                          | 1                                                             | 1      | —                                  |
| 49. хутір козака Кириченка з братами                                                                               | —                   | —           | —           | —           | —      | 5                | —                     | —     | —                                          | —                                                             | 5      | —                                  |
| 50. хутір козаків Деркачів                                                                                         | —                   | —           | —           | —           | —      | 5                | —                     | —     | —                                          | —                                                             | 5      | —                                  |
| 51. хутір козака Надіона                                                                                           | —                   | —           | —           | —           | —      | —                | 1                     | —     | —                                          | 1                                                             | 2      | —                                  |
| 52. хутори козаків 53. Хоруженків з племінниками                                                                   | —                   | —           | —           | —           | —      | 5                | —                     | —     | —                                          | —                                                             | 5      | —                                  |
| 54. хутір козачки Кибалихи з братами                                                                               | —                   | —           | —           | —           | —      | 2                | —                     | —     | —                                          | —                                                             | 2      | —                                  |
| 55. хутір козака Грищенка, він же і Маруся                                                                         | —                   | —           | —           | —           | —      | —                | —                     | —     | —                                          | 2                                                             | 2      | —                                  |
| 56. хутір значкового товариша Пащевського                                                                          | —                   | —           | —           | —           | —      | —                | —                     | —     | —                                          | 1                                                             | 1      | —                                  |
| 57. хутір священика Заводівського                                                                                  | —                   | —           | —           | —           | —      | —                | —                     | —     | —                                          | 1                                                             | 1      | —                                  |
| 58. хутір козака Диньки                                                                                            | —                   | —           | —           | —           | —      | —                | —                     | —     | —                                          | 4                                                             | 4      | —                                  |
| 59. хутір козака Робочого                                                                                          | —                   | —           | —           | —           | —      | 1                | —                     | —     | —                                          | —                                                             | 1      | —                                  |
| 60. хутір козачки Козихи вона ж і Худлиха                                                                          | —                   | —           | —           | —           | —      | 1                | —                     | —     | —                                          | —                                                             | 1      | —                                  |
| 61. хутір козака Худля                                                                                             | —                   | —           | —           | —           | —      | —                | —                     | —     | —                                          | 1                                                             | 1      | —                                  |
| 62. хутір козака Силки                                                                                             | —                   | —           | —           | —           | —      | 2                | —                     | —     | —                                          | —                                                             | 2      | —                                  |
| 63. хутір депутата Іванова                                                                                         | —                   | —           | —           | —           | —      | —                | —                     | —     | —                                          | 3                                                             | 3      | —                                  |
| 64. хутір попа Базилевича                                                                                          | —                   | —           | —           | —           | —      | —                | —                     | —     | —                                          | 6                                                             | 6      | —                                  |
| 65. хутір козака Фудля                                                                                             | —                   | —           | —           | —           | —      | —                | —                     | —     | —                                          | 2                                                             | 2      | —                                  |
| 66. хутір козачки Пустовойтихи                                                                                     | —                   | —           | —           | —           | —      | —                | —                     | —     | —                                          | 2                                                             | 2      | —                                  |
| 67. хутір священика Андрѣевского                                                                                   | —                   | —           | —           | —           | —      | —                | —                     | —     | —                                          | 2                                                             | 2      | —                                  |
| 68. хутір священика Семенова                                                                                       | —                   | —           | —           | —           | —      | —                | —                     | —     | —                                          | 3                                                             | 3      | —                                  |
| 69. хутір козака Мокрѣевого зятя                                                                                   | —                   | —           | —           | —           | —      | 1                | —                     | —     | —                                          | —                                                             | 1      | —                                  |
| 70. хутір козака Мокрѣя                                                                                            | —                   | —           | —           | —           | —      | 1                | —                     | —     | —                                          | —                                                             | 1      | —                                  |
| 71. хутір козака Шкурки                                                                                            | —                   | —           | —           | —           | —      | 2                | —                     | —     | —                                          | —                                                             | 2      | —                                  |
| 72. хутір козака Мокрѣя                                                                                            | —                   | —           | —           | —           | —      | 1                | —                     | —     | —                                          | —                                                             | 1      | —                                  |
| 73. хутір отамана сотенного Гречки                                                                                 | —                   | 1           | —           | —           | —      | 2                | —                     | —     | —                                          | 1                                                             | 3      | —                                  |
| 74. хутір козака Силки                                                                                             | —                   | —           | —           | —           | —      | —                | —                     | —     | —                                          | 1                                                             | 1      | —                                  |
| 75. хутір козака Руденка                                                                                           | —                   | —           | —           | —           | —      | 1                | —                     | —     | —                                          | —                                                             | 1      | —                                  |
| 76. хутір військового товариша Марковського                                                                        | —                   | —           | —           | —           | —      | —                | —                     | —     | —                                          | 4                                                             | 4      | —                                  |
| 77. хутір Мамонтівський                                                                                            | —                   | —           | —           | —           | —      | —                | —                     | —     | —                                          | 2                                                             | 2      | —                                  |
| 78. хутір значкового товариша Супруненка                                                                           | —                   | —           | —           | —           | —      | —                | —                     | —     | —                                          | 7                                                             | 7      | —                                  |
| 79. хутір козаків Мелешки й Козачини                                                                               | —                   | —           | —           | —           | —      | 5                | —                     | —     | —                                          | —                                                             | 5      | —                                  |
| 80. хутір сотника Золотаревського                                                                                  | —                   | —           | —           | —           | —      | —                | —                     | —     | —                                          | 1                                                             | 1      | —                                  |
| 81. хутір козака Магоренка                                                                                         | —                   | —           | —           | —           | —      | —                | 1                     | —     | —                                          | —                                                             | 1      | —                                  |
| 82. хутір козака Зѣнченка                                                                                          | —                   | —           | —           | —           | —      | 2                | —                     | —     | —                                          | —                                                             | 2      | —                                  |
| 83. хутір військового товариша з братами Марковського, бунчукового товариша Милорадовича і сотника Золотаревського | —                   | —           | —           | —           | —      | —                | —                     | —     | —                                          | 3                                                             | 3      | —                                  |
| 84. хутір козаків Соколів                                                                                          | —                   | —           | —           | —           | —      | —                | —                     | —     | —                                          | 1                                                             | 1      | —                                  |
| Всього у сотні 1-й Комишнянській                                                                                   | 5                   | 15          | 14          | 5           | —      | 603              | 414                   | —     | 144                                        | 214                                                           | 1375   | 3056                               |

## Опис 2-ї Комишнянської сотні
За описом Київського намісництва 1781 року наявні наступні дані про кількість сіл та населення 2-ї Комишнянської сотні. Можливо, що деякі села і хутори не потрапили до даного опису, оскільки знаходились на території що відійшла до Чернігівського намісництва, на кордоні з якою знаходилась територія сотні:
| Населені пункти 2-ї Комишнянської сотні                     | Дворян і шляхетства | Різночинців | Духовенства | Церковників | Греків | Хат              | Хат                   | Хат   | Хат                                        | Хат                                                           | Всього | Всього                             |
| Населені пункти 2-ї Комишнянської сотні                     | Дворян і шляхетства | Різночинців | Духовенства | Церковників | Греків | козаків виборних | козаків підпомічників | міщан | посполитих коронних, в тому числі рангових | посполитих власницьких, різночинських і козацьких підсусідків | хат    | за останньою 1764 року ревізії душ |
| ----------------------------------------------------------- | ------------------- | ----------- | ----------- | ----------- | ------ | ---------------- | --------------------- | ----- | ------------------------------------------ | ------------------------------------------------------------- | ------ | ---------------------------------- |
| Відійшли до Миргородського повіту (Київського намісництва): |                     |             |             |             |        |                  |                       |       |                                            |                                                               |        |                                    |
| село Бодаивѣ                                                | —                   | —           | —           | —           | —      | —                | —                     | —     | —                                          | 31                                                            | 31     | —                                  |
| хутір сотника Михайловського                                | —                   | —           | —           | —           | —      | —                | —                     | —     | —                                          | 1                                                             | 1      | —                                  |
| Всього у сотні 2-й Комишнянській                            | —                   | —           | —           | —           | —      | —                | —                     | —     | —                                          | 32                                                            | 32     | —                                  |